# Ervín Mašek
Ervín Mašek (* 20. August 1967 in Šumperk, Tschechoslowakei) ist ein ehemaliger deutsch-tschechischer Eishockeyspieler, der in Deutschland vor allem für den EC Ulm/Neu-Ulm, ESV Kaufbeuren, die Eisbären Regensburg und die Lausitzer Füchse aktiv war.

## Karriere
Mašek begann seine Karriere als Eishockeyspieler in seiner Heimatstadt Šumperk, bevor er zum damaligen HC Olomouc wechselte. Später spielte er für die zweite Mannschaft des Armeeklubs HC Dukla Jihlava. Für seine guten Leistungen wurde er 1989 in die erste Mannschaft befördert, wo er zwei Jahre spielte. Er wechselte danach nach Deutschland. Seine erste Station war der EC Ulm/Neu-Ulm, für den er bis 1999 in der dritten bzw. vierten Liga spielte. Im Sommer 1999 wechselte er zum Regionalligisten ESV Kaufbeuren, mit dem er es in fünf Jahren bis in die 2. Bundesliga schaffte. Zwischen 2004 und 2008 spielte er für deren Ligarivalen Eisbären Regensburg, bevor er nach deren Insolvenz zu den Lausitzer Füchsen wechselte, wo er bis 2012 spielte.

## Erfolge und Auszeichnungen
- 2000 Aufstieg in die Oberliga Süd mit dem ESV Kaufbeuren
- 2002 Aufstieg in die 2. Bundesliga mit dem ESV Kaufbeuren

## Karrierestatistik
(Legende zur Spielerstatistik: Sp oder GP = absolvierte Spiele; T oder G = erzielte Tore; V oder A = erzielte Assists; Pkt oder Pts = erzielte Scorerpunkte; SM oder PIM = erhaltene Strafminuten; +/− = Plus/Minus-Bilanz; PP = erzielte Überzahltore; SH = erzielte Unterzahltore; GW = erzielte Siegtore; 1 Play-downs/Relegation; Kursiv: Statistik nicht vollständig)